# Acanthodelta ferreotincta
Acanthodelta ferreotincta är en fjärilsart som beskrevs av George Francis Hampson 1918. Acanthodelta ferreotincta ingår i släktet Acanthodelta och familjen nattflyn. Inga underarter finns listade i Catalogue of Life.